# Ingeborg Schwenzer
Ingeborg Schwenzer (* 25. Oktober 1951 in Stuttgart) ist eine deutsche Rechtswissenschaftlerin und emeritierte Professorin für Privatrecht und Rechtsvergleichung an der Universität Basel, Schweiz.

## Akademischer Werdegang
Schwenzer studierte von 1970 bis 1975 Rechtswissenschaften an der Universität Freiburg i. Br. und der Universität Genf. 1973 bis 1975 war sie als studentische Hilfskraft am Institut für Verwaltungsrecht der Universität Freiburg beschäftigt.
1975 legte Schwenzer die Erste juristische Staatsprüfung in Baden-Württemberg ab. Sie erlangte dabei das drittbeste Ergebnis unter 209 Kandidaten.
1975 bis 1976 studierte Schwenzer an der University of California, Berkeley, wo sie den Titel Master of Laws mit der Auszeichnung high honors erwarb.
1977 bis 1981 war Schwenzer wissenschaftliche Mitarbeiterin von Peter Schlechtriem am Institut für ausländisches und internationales Privatrecht der Universität Freiburg. 1978 wurde sie mit der Arbeit Die Freizeichnung des Verkäufers von der Sachmängelhaftung im amerikanischen und deutschen Recht promoviert. Diese Arbeit wurde mit dem Herrnstadt-Preis für die beste Promotionsarbeit des Jahres 1978 ausgezeichnet.
1978 bis 1980 absolvierte Schwenzer den juristischen Vorbereitungsdienst in Freiburg i. Br. 1980 legte sie die Zweite juristische Staatsprüfung ab und erreichte dabei das beste Ergebnis unter 334 Kandidaten.
1980 bis 1987 war Schwenzer Assistenzprofessorin und Dozentin für Privatrecht und Handelsrecht an der Verwaltungs- und Wirtschaftsakademie in Freiburg i. Br.
1986 erhielt Schwenzer einen Lehrauftrag an der Universität Marburg.
1987 wurde Schwenzer durch die Rechtswissenschaftliche Fakultät der Universität Freiburg mit der Arbeit Vom Status zur Realbeziehung – Familienrecht im Wandel habilitiert. Sie erhielt die venia legendi für die Fächer Bürgerliches Recht, Handelsrecht, Internationales Privatrecht und Rechtsvergleichung. In der Folge übernahm sie die Vertretung einer Professur für Bürgerliches Recht, Handels- und Arbeitsrecht an der Universität Konstanz. Noch im selben Jahr erhielt Schwenzer Rufe an die Universität Köln auf eine Professur für Bürgerliches Recht, sowie einen Ruf an die Universität Mainz auf eine Professur für Bürgerliches Recht, Internationales Privatrecht und Rechtsvergleichung. Letzteren Ruf nahm sie an und wurde im Dezember 1987 zur Professorin für Bürgerliches Recht, Internationales Privatrecht und Rechtsvergleichung an der Universität Mainz ernannt.
1989 erhielt sie einen Ruf an die Universität Basel, den sie annahm. Damit wurde Schwenzer zur ersten (weiblichen) Ordinaria an einer juristischen Fakultät in der Schweiz und zur zweiten Ordinaria der Universität Basel. Seit April 1989 war Schwenzer ordentliche Professorin für Privatrecht an der Universität Basel. Im Februar 2017 wurde Schwenzer emeritiert.
Nachfolgende Rufe auf eine Professur für Deutsches und Europäisches Privatrecht an die Universität Kiel (1991), sowie auf eine Professur für Privatrecht an die Humboldt-Universität zu Berlin (1995) lehnte Schwenzer ab.
Schwenzer war von 2010 bis 2016 adjunct professor an der City University of Hong Kong, sowie von 2013 bis 2016 an der Griffith University, Australien. Sie wurde 2014 Dekan der neugegründeten Schweizer virtuellen Hochschule für Internationales Recht, der Swiss International Law School (SiLS) in Basel, die von der gleichnamigen Stiftung getragen wird.
Schwenzer hatte diverse Gastprofessuren inne: 1994 bis 2002 am Europainstitut, Basel, 2008 an der Université de Paris Val-de-Marne, Frankreich, 2009 an der Victoria University of Wellington, Neuseeland, 2010 an der Loyola University Chicago, USA, 2011 an der University of Buea, Kamerun, ebenfalls 2011 an der İstanbul Bilgi Üniversitesi, Türkei, 2012 an der Ankara Üniversitesi, Türkei, ebenfalls 2012 an der Pontifícia Universidade Católica do Paraná, Brasilien, 2013 an der Universitetet i Oslo, Norwegen, 2014 an der Griffith University, Australien, sowie 2015 an der Dar Al-Hekma Universität in Jeddah, Saudi-Arabien.

## Forschungs- und Interessengebiete
Schwenzer forscht primär auf dem Gebiet des Obligationen-, Handels- und Familienrechts. Darüber hinaus gilt ihr Interesse auch dem Schiedsverfahrensrecht sowie in besonderem Masse der Hochschuldidaktik.

### Global Sales Law
Das Global Sales Law Project ist ein Rechtsvergleichungsprojekt auf dem Gebiet des Kauf- und Vertragsrechts.

#### Global Sales and Contract Law
Hauptbestandteil des Projekts ist das Handbuch Global Sales and Contract Law (GSCL), das Schwenzer zusammen mit Pascal Hachem und Christopher Kee verfasste. Dieses Handbuch vergleicht die Kauf- und Vertragsrechtsordnungen von über 60 Ländern. Besonderheit ist dabei, dass der Vergleich nicht anhand einzelner voneinander unabhängiger Länderberichte, sondern vielmehr umfassend funktional erfolgt. Die Verfasser konnten dabei auf die ebenfalls von Schwenzer betreuten Dissertationen von Mohamed Hafez (Arabien und Mittler Osten), Natia Lapiashvili (Osteuropa und Zentralasien), Edgardo Muñoz (Lateinamerika), Jean-Alain Penda Matipe (Zentral- und Südafrika) sowie Sophia Juan Yang (Südostasien) zurückgreifen, die jeweils einen Rechtskreis aufarbeiteten.

#### Kommentar zum UN-Kaufrecht
Schwenzer ist Herausgeberin des Standardkommentars zum UN-Kaufrecht. Dieser Kommentar erscheint auf Deutsch (6. Auflage 2013), englisch (4. Auflage 2016), spanisch (2011), portugiesisch (2014), türkisch (2015). Versionen auf Französisch, Chinesisch und Russisch sind in Entstehung.

#### CISG-online.ch
Schwenzer betreute bis zu ihrer Emeritierung im Jahre 2017 die führende Datenbank im deutschsprachigen Raum, die alle relevanten Fälle aus dem Bereich des UN-Kaufrechts umfasst. Die Datenbank wurde 1995 von Peter Schlechtriem an der Albert-Ludwigs-Universität Freiburg begründet. Ab dem Jahre 2002 bis 2017 übernahm Schwenzer die Betreuung.

#### Willem C. Vis International Commercial Arbitration Moot
Schwenzer nimmt seit dem ersten Willem C. Vis Moot 1994 als Schiedsrichterin an dem in Wien stattfindenden größten internationalen Wettbewerb zum Schiedsverfahrensrecht teil. Seit 2004 nimmt sie ebenfalls bei dem Schwesterwettbewerb Willem C. Vis East Moot in Hongkong als Schiedsrichterin teil. Darüber hinaus betreute Schwenzer von 1995 bis 2015 das Team der Universität Basel in diesen Wettbewerben.

### Model Family Code
Mit dem Model Family Code schuf Schwenzer 2006 zusammen mit Mariel Dimsey eine Kodifikation des Familienrechts im Stil eines Modellgesetzes. Grundlage war ein umfassender Vergleich der Familienrechtsordnungen sowohl europäischer als auch insbesondere anglo-amerikanischer und ozeanischer Jurisdiktionen. Der Model Family Code weist den entscheidenden Vorteil auf, dass er im Gegensatz zu den meisten ständig kleineren Änderungen unterworfenen nationalstaatlichen Familiengesetzen ein in sich stimmiges System enthält. Darüber hinaus bietet der Model Family Code die Möglichkeit, dieses Kernsystem durch die Implementierung von kulturellen Werten flexibel an die jeweilige familienpolitische Realität anzupassen.

## Publikationen und Herausgeberschaften
Gemäß ihrer Publikationsliste veröffentlichte Schwenzer bisher 19 Monografien, ist Herausgeberin von 44 Büchern und schrieb mehr als 200 Artikel und Beiträge zu Kommentaren (Stand: April 2020).

## Ausgewählte Funktionen und Mitgliedschaften
- Seit 2016 Gründungsmitglied der International Dispute Resolution Academy
- Seit 2015 Mitglied des American Law Institute
- Seit 2014 Vorstandsmitglied der International Academy of Commercial and Consumer Law
- Seit 2013 Mitglied der Deutschen Gesellschaft für Internationales Recht
- Seit 2011 Vorsitzende des CISG (UN-Kaufrecht) Advisory Council
- Seit 2011 Mitglied der International Law Association, Swiss Branch
- Seit 2010 Mitglied des European Law Institute
- Seit 2010 Mitglied des akademischen Rates des Institute of Transnational Arbitration
- Von 2004 bis 2012 Stellvertretende Vorstandsvorsitzende des Deutschen Juristen Vereins
- Seit 2001 Mitglied der Expertengruppe der Europäischen Kommission des Familienrechts
- Seit 2000 Mitglied der internationalen Akademie der Rechtsvergleichung
- Von 1999 bis 2005 Mitglied des Vorstands der Zivilrechtslehrervereinigung
- Von 1993 bis 2006 Vorstandsmitglied des Schweizerischen Instituts für Rechtsvergleichung

## Auszeichnungen
- 2011 Law Career Achievement Award der Arab Society for Commercial and Maritime Law